# Mjadzel rajon
Mjadzel rajon (belarusiska: Мядзельскі раён) är ett distrikt i Belarus., dess huvuort är Mjadzel. Det ligger i voblasten Minsks voblast, i den norra delen av landet, 110 km norr om huvudstaden Minsk.